# Іллінський район (Пермський край)
Іллінський район (рос. Ильинский район) — адміністративно-територіальна одиниця в складі Пермського краю Росії.
Адміністративний центр — селище Іллінський. На території району розташоване місто Чермоз.

## Географія
Розташований район в центральній частині Пермського краю, в басейні річки Ками і її приток Обві та Чермози. Площа району - 3069 км².
Межує з Комі-Перм'яцький округом, Добрянським, Карагайським, Краснокамським і Пермським муніципальними районами.

## Історія
Сучасний Іллінський район був утворений в 1959 році в результаті злиття двох районів: Пермсько-Іллінського (утворений в 1923 році) і Чермозького (утворений в 1924 році). При цьому значна частина старого Пермсько-Іллінського району відійшла до сусіднього Карагайського району, а Чермозький район - до Комі-Перм'яцького автономного округу.
Район має багате історичне минуле, пов'язане насамперед з містом Чермоз (засноване в 1701 році) і Чермозьким заводом, а також адміністративним центром району - селищем Іллінським (засноване в 1781 році). У цих населених пунктах розташована значна частина історичних і архітектурних пам'яток XIX століття. Недалеко від міста Чермоз відкрито Киласове городище (Анюшкар) Родановської археологічної культури, пов'язане з великим історичним етапом життя пращурів комі-перм'яків, становленням цього народу.